# Le Monde diplomatique
Le Monde diplomatique (lit. ‘El món diplomàtic’) és una publicació mensual francesa de contingut polític dirigida per Serge Halimi (abans per Ignacio Ramonet). Va ser fundada el maig de 1954 per Hubert Beuve-Méry.
Relacionada amb moviments alterglobalitzadors com ara ATTAC, té edicions en diferents idiomes. És dita Li Diplo pels seus lectors francesos.
Els seus articles són extensos, firmats per experts i defenent opinions ben definides. Particularment, la revista sosté una visió crítica sobre els efectes de la globalització sobre el món i els seus habitants. Se sol considerar un mitjà de tendències polítiques esquerranes.
L'edició francesa original té una tirada d'uns 350.000 exemplars. 38 edicions en 26 altres llengües fan una tirada total de 2,2 milions a tot el món (més 33 edicions electròniques). Els lectors de Le Monde diplomatique posseïxen el 49% de la companyia a través de l'associació Els Amics d'El Món Diplomàtic. L'altre 51% és propietat del diari Li Pele. La publicació manté la seua independència limitant els seus ingressos per publicitat i per mitjà de la "minoria de bloqueig" atribuïda al capital que està en mans dels seus lectors.
Igual que el setmanari francès Télérama, Le Monde diplomatique rep crítiques per la quantitat i naturalesa dels anuncis publicitaris que inclou. Al novembre i desembre de 2003 es van publicar anuncis a doble pàgina d'IBM i d'un fabricant d'automòbils. Els números de febrer i març de 2004 albergaven anuncis de Microsoft en una atmosfera "social" amb la imatge d'un xiquet, la qual cosa va motivar el descontentament dels activistes del moviment del programari lliure.
Un editorial escrit el 1997 per Ignacio Ramonet, el seu director de redacció des del 1999, va donar lloc a la creació de l'ONG ATTAC, la labor de la qual es va dedicar originàriament a la defensa de la taxa Tobin. En l'actualitat es dedica a la defensa d'una gran varietat de causes de l'esquerra política.
Anteriors directors de redacció han estat: François Honti (1954-1973), Claude Julien (1973-1990).
Noam Chomsky ha estat un col·laborador habitual de Le Monde diplomatique.

## Idiomes
Le Monde diplomatique es fa en francès, amb edicions en altres idiomes i de diversos països, basades en el francès. Si ens guiem per l'hemeroteca del diari, l'edició en català va existir des del desembre del 2002 fins al desembre del 2009, en l'últim número, com a mínim, amb unes traduccions força incomprensibles i segurament de màquina sense cap correcció, possiblement demostrant un canvi d'actitud després de la partida de l'antic director, Ignacio Ramonet, el 2008.